# Gunship (Computerspiel)
Gunship ist eine Flugsimulation von Arnold Hendrick und Andy Hollis, die im Jahre 1986 für den Commodore 64, Atari ST und DOS veröffentlicht wurde. Es gab weitere Portierungen für ZX Spectrum (1987), Amstrad CPC (1987), Amiga (1988), und MSX2 (1989).
1991 erschien der Nachfolger Gunship 2000.

## Handlung
Als Hubschrauberpilot eines AH-64 Apache muss der Spieler sein fliegerisches Können in vier verschiedenen Szenarien (Vietnam, Nicaragua, Naher Osten und Dritter Weltkrieg in Europa) unter Beweis stellen.

## Rezeption
Einige Kommentare: Gunship sehe man den hohen Programmieraufwand an; es besäße die bessere Grafik im Vergleich mit Tomahawk; die Tastaturschablone und das  umfangreiche Handbuch falle positiv auf. Gunship sei komplex, mit hohem Wiederspielwert; Jahre nach der Veröffentlichung bliebe das Spiel weiterhin empfehlenswert; es werde durch den später erschienen Flugsimulator Falcon übertroffen. Die Grafik sei auf einem 8-Bit-System kaum besser zu machen; die Beherrschung des Gerätes stehe im Vordergrund, weshalb es trotz der Thematik den Krieg weder beschönige noch verherrliche oder Vergangenheit bewältige; es bleibe mit dem fiktiven Schauplatz unpolitisch und abstrakt.
Auf dem ZX Spectrum sei das Spiel etwas langsamer und böte weniger Funktion, sei aber insgesamt gut portiert.
Die Version für den Atari ST sei deutlich schneller und böte ein völlig neues Spielgefühl. Bei der Geräuschkulisse hingegen müsse man Abstriche machen. Die Amiga-Fassung sei ein wenig langsamer als die Atari-Version, böte aber das gleiche gute Spielgefühl. Die Motorengeräusche seien deutlich besser.

### Auszeichnungen
Das Spiel wurde mit dem Origins Award für Computerspiele für die beste Grafik ausgezeichnet.